# Cancéropôle Est
 (décembre 2015).
Sept cancéropôles, labellisés par l’Institut National du Cancer (Inca) ont été créés dans les années 2000, en France métropolitaine. Chacun est un réseau qui associe, dans un cadre géographique inter-régional, les unités de recherche des organismes publics — INSERM, CNRS, universités, etc. — les services hospitaliers, ainsi que des acteurs de l'industrie pharmaceutique et/ou des biotechnologies. 
Le rôle initial principal de ces sept cancéropôles inter-régionaux est l'organisation des soins sur leur zone respective, sous l'égide de l'Inca. Le Cancéropôle Est concerne l'ensemble des acteurs de la recherche et des traitements contre les cancers au sein d'une inter-région regroupant les nouvelles régions Grand Est et Bourgogne-Franche-Comté. 
Géographiquement, il a par ailleurs un périmètre identique à celui de la Circonscription Est pour les élections au Parlement européen de 2004 à 2014 (députés élus de 2004 à 2019).

## Présentation
Le Cancéropôle Est a été créé avec comme membres les régions Alsace, Champagne-Ardenne, Lorraine, Bourgogne et Franche-Comté. Depuis, les régions Alsace, Champagne-Ardenne et Lorraine ont été fusionnées en une seule région Grand-Est, et les régions Bourgogne et Franche-Comté en une région Bourgogne-Franche-Comté, en janvier 2016. Ce nouveau découpage régional n'a donc pas affecté le périmètre du Cancéropôle Est. 
Pour faire bénéficier les 8 millions d'habitants des régions Bourgogne-Franche-Comté et Grand Est des avancées en matière de prévention, dépistage, diagnostic et thérapeutique, le Cancéropôle Est fédère plus de 400 équipes, soit 1 400 chercheurs et cliniciens de Besançon, Dijon, Metz, Nancy, Reims et Strasbourg. Le Cancéropôle Est a pour objectif de contribuer à mutualiser expertises et savoir-faire, sur les projets de recherche, afin d'accélérer l'innovation thérapeutique.
Le Cancéropôle Est a pour objectif majeur de structurer, coordonner et renforcer la recherche contre le cancer en alliance avec les institutions intervenant dans le domaine de la recherche fondamentale, clinique et appliquée. Le Cancéropôle du Grand-Est a contribué à une activité de recherche et de découverte sur les mécanismes moléculaires du cancer.
Le Cancéropôle suit une approche intégrée associant chercheurs (épidémiologistes, biologistes, physiciens, chimistes, informaticiens, mathématiciens, roboticiens…), professionnels de la santé, industriels et patients.

## Évaluation
Le Cancéropôle Est a été de nouveau évalué, dans le cadre du plan Cancer 2009-2013, comme les six autres cancéropôles, par l'Agence d'évaluation de la recherche et de l'enseignement supérieur (AERES). Ceci a abouti à sa labellisation.